# Gong Bao Tian
Gong Bao Tian (宮寶田) va ser un practicant d'arts marcials en l'estil Pa kua Chang (Baguazhang 八卦掌), va ser alumne de Yin Fu (尹福) (1842-1911) i mestre de Liu Yun Qiao 刘云樵 (1909-1992) tenia una contextura baixa i un rar costum de fumar opi. Després que Baotian acabés el seu aprenentatge, es va incorporar servei al palau. Va aconseguir el grau de cambra espadachí i va usar posteriorment la jaqueta groga de genet (que li permetia l'accés lliure al palau intern).

## Aptituds
El seu vici de fumar opi no era obstacle per fer les piruetes que cap a. Això era una cosa de moda en aquells temps per a la noblesa. Baotian va començar a fumar mentre que estava en el palau. En fumar opi, utilitzava una agulla de plata per llevar la goma de l'opi. En dies calents, quan hi havia mosques al voltant, Baotian prendria l'agulla de plata i podia perforar una mosca a través del seu cos en vol.
Una de les proves que feia és que llançava una planta (mata) sembrada en un porró des del segon pis cap amunt i ell es llançava al buit i l'atallava abans que toqués el sòl. Això se li va ocórrer després d'un accident amb una mata, la qual se li va partir el porró i el tracte però no va poder salvar-la.

## Entrenament
Literalment volava. Hi havia una muntanya prop de Qingshan anomenat llogaret Dushan, un costat era vertical. Les cabres de la muntanya i algunes persones van trobar la seva mort allí. Baotian no obstant això podria pujar aquesta muntanya molt ràpidament - era com si ell necessités solament alguns llocs on penjar els seus dits, llavors ell podria utilitzar la seva força interna per grimpar es podria dir que era un consumat alpinista (una espècie d'home mosca).
El seu entrenament era especial col·locava al personal en fila i l'ajupit prenia impuls i saltava sobre els seus caps. Certa vegada passo al costat d'uns ancians que xerraven i es dedicaven a la costura. Els vells van notar que la tijera de la seva caixa de costura havia desaparegut i es van lamentar buscant-la. Van demanar a Baotian si ell l'havia vist; Baotian assenyalat a la tapa d'un arbre i va dir "no ho va posar vostè alla a dalt". No podien entendre com va arribar la tija a dalt en una branca de l'arbre i Baotian els va ajudar a baixar-la. Tots sabien que Baotian li agradava jugar aquesta classe de broma. En fi Baotien tenia un net en armes Gong Baoshai, que una vegada quan els Comunistes van prendre Quindao el tom un vaixell cap a Xangai fugint, en desembarcar sol·licitaven el Tiquet usual en aquesta època, com no ho tenia, el baix per la corda que amarrava el vaixell fins a la riba i semblava com si caminava sobre l'aigua. I tothom ho comento impressionats, segurament això augmento la fama dels Kong, ja que Baotien i Baoshai eren cosins llunyans del mateix Clan.

## Estil Baguazhang
Les 8 palmells del bagua és un mètode especial d'entrenament i consisteix en el caminar al voltant d'un cercle. L'especialitat de Baotian amb els palmells era que ell volava. Per exemple, la seva casa de 2 pisos no tenia escala, i la seva esposa que era tan àgil com ell pujaven i baixaven de pis amb gran facilitat sovint amb els palmells s'impulsava torçava el seu cos i s'aixecava fins al terrat del seu habitatge. En el mur del seu habitatge hi havia un maó una mica sortit on trepitjaven i s'impulsaven tant el com la seva senyora emmanilla, d'allí la impressió que volaven.

## Anècdotes
Baotian estava sol en el seu llogaret casolà. Per un dia va sortir ell muntant sovint un ruc petit al cim de la muntanya. Per al seu viatge de retorn de la muntanya ell es col·locava per sota del ventre del ruc i agarrant les seves cames caminava costa avall de la muntanya amb el ruc carregat. Quan els vilatans ho van veure per primera vegada, van quedar sorpresos i van dir a Baotian "la gent ha de muntar als rucs, quin és el sentit en què els rucs muntin a la gent" Baotian va contestar ?en pujar la muntanya jo ho munto, anant a baix ell em munta. És el just". Baotian tenia una constitució prima i lleugera - en mirar-ho vostè pensaria que una ràfega del vent ho elevaria. Però ningú pensaria, ?com pugues aquest home carregar un ruc".
Una vegada, El General Zhang Xiang Wu 張驤伍, va portar les tropes al camp a buscar i eliminar rebels al país, prop del municipi del pujol verd, fa un desviament especialment per visitar al professor Kong, company menor i petit aprenent.
En aquell moment el govern nacionalista va prohibir a gent del tenir armes de foc privades. Però de fet, en aquestes èpoques turbulentes, si la gent no hagués posseït les armes de foc, elles no haurien pogut protegir-se. Tan era així, que havia de fet molts armes de foc en el llogaret de Qingshan. Els vilatans veïns odiaven als vilatans de Qingshan, així que van dir a comandant de la província de Shandong del govern nacionalista, general Zhang Xiang Wu 張驤伍, que hi havia armes de foc ocultes en Qingshan. Van obligar a general Zhang a prendre una acció, així que ell va enviar a soldats per envoltar Qingshan i va demanar que li lliuressin les armes. Per descomptat la gent de Qingshan no les va lliurar, però ells no desitjaven un xoc amb les tropes del govern. Van demanar a Baotian per manejar el problema. Baotian salíó tranquil·lament del llogaret. Hi havia un riu petit entre Qingshan i les tropes, Baotian va caminar al banc del riu i sense parar - ningú podria creure el que veien els seus ulls. Baotian va caminar a través del riu i va anar fins a on estavaZhang Xiang Wu 張驤伍 muntat en el seu cavall. Zhang Xiang Wu 張驤伍 va desmuntar i va xerrar precipitadament amb Baotian, cridant-ho "Mestre major". Llavors van convenir que la gent de Qingshan lliuraria alguns vells armes per solucionar la matèria. Després, Zhang Xiang Wu 張驤伍, va convidar a Baotian per fumar una pipa d'opi i per sopar .